# Loebbecke-Maler

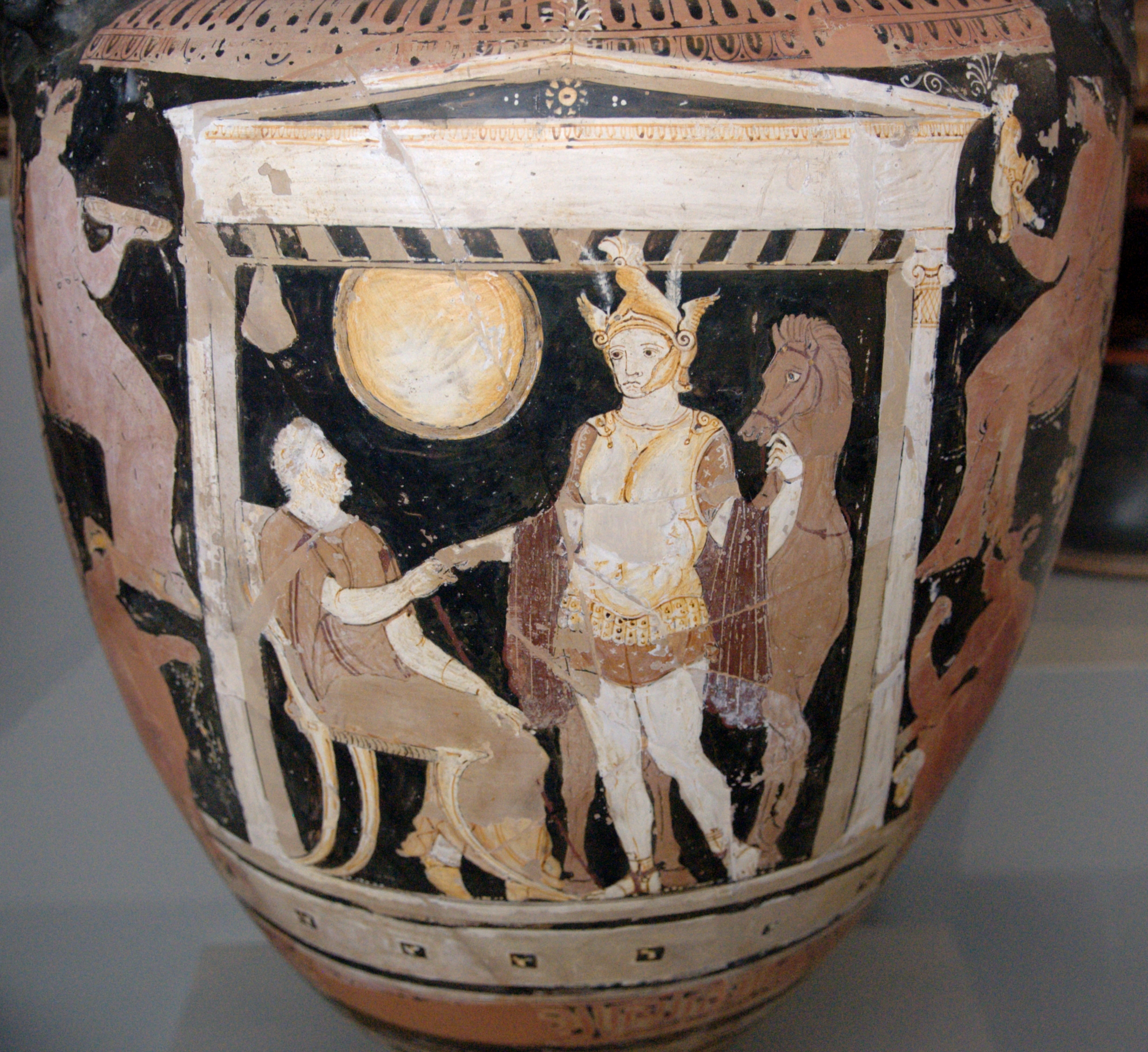
Naisokosszene, Berlin 1984.42

Als Loebbecke-Maler wird ein apulischer Vasenmaler des dritten Viertels des 4. Jahrhunderts v. Chr. bezeichnet.
Seinen Notnamen erhielt der Loebbecke-Maler aufgrund einer Vase aus der Sammlung Löbbecke. Der Künstler aus der Dareios-Unterwelt-Werkstatt, deren namensgebende Künstler etwas später anzusetzen sind, erinnert sehr an den Maler von Kopenhagen 4223 und den Gioia del Colle-Maler. Allen gemeinsam ist die vorrangige Gestaltung von Naïskosvasen. Hier erreicht der Loebbecke-Maler ein künstlerisch sehr hohes Niveau, wenngleich er nicht ganz die Kunstfertigkeit seiner beiden Kollegen erreichte. Meist verzierte er großformatige Vasen wie Volutenkratere. Nach ihm ist die Loebbecke-Gruppe benannt, deren Hauptvertreter er ist.